# Образ тома
Образ тома — файл, несущий в себе полную копию содержимого и структуры файловой системы и данных тома, такого, как компакт-диск, дискета, раздел жёсткого диска. Термин описывает любой такой файл, причём неважно, был ли образ получен с реального накопителя или нет. Таким образом, образ тома содержит всю информацию, необходимую для дублирования структуры, расположения и содержания данных какого-либо устройства хранения информации. Обычно образ диска просто повторяет набор секторов носителя, игнорируя файловую систему, построенную на нём.
Первоначально образы дисков использовались для резервного копирования и копирования дисков, при котором точное сохранение исходной структуры было необходимым и/или целесообразным. С появлением оптических носителей (CD, DVD) более часто встречающимся видом образов стали образы CD/DVD-диска, часто в форме .ISO-файла, содержащего файловую систему ISO 9660, обычно используемую на таких дисках. Формат ISO стал наиболее часто используемым форматом для образов дисков, но он не поддерживает многосессионные данные.
Помимо .ISO, существует ряд других форматов образа диска, таких как .IMG и .DMG, а также проприетарных: .VCD (VirtualCD) .NRG (Nero Burning ROM), .MDS/.MDF (DAEMON Tools, Alcohol 120%), .DAA (PowerISO), .PQI (DriveImage), .VDF (FreeVDF, VDFCrypt), и .CCD/.IMG/.SUB (CloneCD).

## Использование
Резервное копирование
Обычная программа резервного копирования сохраняет только файлы, к которым имеется доступ; загрузчик и файлы, заблокированные операционной системой, могут быть не сохранены. Образ диска содержит все данные, имевшиеся на диске.
Распространение программного обеспечения
Образы дисков часто используются для распространения больших программных пакетов (например, дистрибутивов операционной системы GNU/Linux или BSD), в частности, через интернет.
Виртуальные диски
Образы дисков могут использоваться в качестве устройства хранения для эмуляторов и виртуальных машин.
Тиражирование однотипных систем
Образы дисков также используются для массовой установки программного обеспечения на компьютеры с одинаковой конфигурацией. Для этого на один компьютер устанавливаются все драйверы и необходимое программное обеспечение и снимается образ диска, который впоследствии устанавливают на оставшиеся компьютеры